# Pieter Hendrik Schreuder

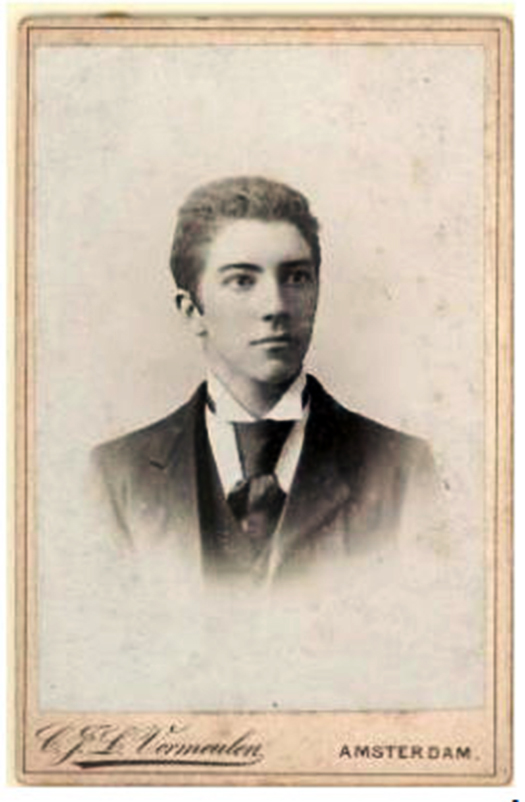
P. H. Schreuder als jonge onderwijzer

Pieter Hendrik Schreuder (Cocksdorp, 6 juli 1876 - Amersfoort, 13 maart 1947) was een Nederlandse onderwijzer die in de eerste helft van de twintigste eeuw een van de belangrijkste voorvechters van het buitengewoon onderwijs, nu speciaal onderwijs genoemd. Hij werd in 1902 in Den Haag benoemd als onderwijzer aan een klas voor 'achterlijke kinderen'. Zijn klas breidde zich uit tot een 'voorbeeldschool' voor het onderwijs aan leerlingen met een verstandelijke beperking. Hij zou zich als onderwijzer in verschillende functies zeer actief inzetten om de nieuwe onderwijssector Buitengewoon Onderwijs te realiseren. Zo werd hij bijvoorbeeld in 1910 voorzitter van de 
Vereeniging van Onderwijzers en Artsen werkzaam aan Inrichtingen voor onderwijs aan Achterlijke en Zenuwzwakke kinderen, richtte hij in 1911 de Vereeniging voor Spraakleraren op en in 1927 de Vereeniging voor Logopedie en Phoniatrie, alsmede in 1932 de Stichting voor Buitengewoon Onderwijs, de beroepsopleiding voor leerkrachten bij het buitengewoon onderwijs, nu Seminarium voor Orthopedagogiek.

## Jeugd
Pieter Hendrik was genoemd naar zijn vader en naar zijn overleden broertje. Hij bracht zijn jeugd door op Texel waar zijn vader hoofd was van de openbare lagere school in Cocksdorp. Het gezin was Nederlands Hervormd en behoorde tot een 'verlichte' stroming. De nadruk lag hierbij op het praktische en 'levend' geloof. Pieter Hendrik was de vijfde in een rij van zes kinderen. Alle kinderen gingen het onderwijs in. De gezins- en familieband was hecht en P.H. bleef een goede relatie met zijn familie onderhouden. P.H. werkte na zijn opleiding in Amsterdam bij zijn neef Johan, grondlegger van het Instituut Schreuder, een particuliere school die gebroken had met het strikt klassikale onderwijssysteem en nieuwe werkvormen had geïntroduceerd. 

## Huwelijk
Pieter Hendrik trad op 29 december 1898 in het huwelijk met Sibbeltje Hofstra. Zij had haar ouders op jonge leeftijd verloren en was opgegroeid in een weeshuis te Leeuwarden. Uit dat huwelijk werden drie kinderen geboren: Piet in 1901, Clas in 1904 en Ton in 1908. Na een korte periode werkzaam te zijn geweest in Amsterdam werd hij hoofd van de school van de Doopsgezinde gemeente in Haarlem. Op die school wilde het bestuur de beste leerkrachten aantrekken en daarvoor werd meer betaald dan het gebruikelijke salaris. Het onderwijs moest aantrekkelijk en vernieuwend zijn. Deze school was de eerste school in Nederland die handenarbeid (tegenwoordig: handvaardigheid) als leervak en als leervorm had ingevoerd. Hij bleef daar totdat hij in 1902 benoemd werd in Den Haag. 

## Loopbaan

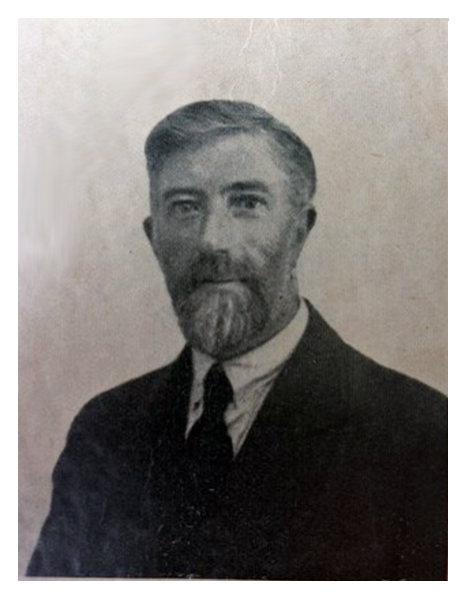
P.H. Schreuder op latere leeftijd als onderwijzer.

In de Schilderswijk (Den Haag) stond zijn school en daar bleef hij zich zijn hele werkzame leven inzetten om het onderwijs aan leerlingen met een verstandelijke beperking te verbeteren. Begin twintigste eeuw was er namelijk nog geen wettelijke kader voor deze leerlingen want ze waren niet leerplichtig. Daarom werd hij actief lid van de in 1903 opgerichte Vereniging van Onderwijzers en Artsen werkzaam aan Inrichtingen voor onderwijs aan Achterlijke en Zenuwzwakke kinderen. Zijn school werd beroemd en vanuit zijn school werden onderwijzers tot hoofd benoemd in Amersfoort, Arnhem, Delft, Groningen, Haarlem en uiteraard ook in Den Haag. Ook was het P.H. die zorgde voor een betere rechtspositie voor de leerkrachten in het buitengewoon onderwijs. Daarnaast richtte hij verschillende verenigingen op waarvan hij dikwijls zelf voorzitter werd. De vereniging Zorg voor het Achterlijke Kind en de Vereeniging voor Logopaedie en Phoniatrie zijn hier voorbeelden van. In 1935 nam P.H. Schreuder afscheid van zijn school aan de Hooftskade en hoogleraar Jan Waterink, mede bestuurslid bij de Stichting voor Buitengewoon Onderwijs, schreef toen: 'De naam Schreuder heeft in onze onderwijswereld een eigen klank. Met die naam associeert men gedegen kennis in onderwijszaken, grote toewijding aan het misdeelde kind, ongewone organisatietalenten; en P.H. is wel een waardige vertegenwoordiger van dit bijzondere soort van mensen, van dit bijzondere geslacht. Hij werd bij zijn afscheid benoemd tot Ridder in de Orde van Oranje-Nassau. Tevens werd hij ereburger van de gemeente Den Haag. Zijn school draagt nu nog zijn naam: P.H. Schreuderschool.

## Nevenactiviteiten

### Beroepsvereniging
P.H. Schreuder was een van de vijf Schreuders die in 1903 aanwezig waren bij de oprichting  van de Vereeniging van Onderwijzers en Artsen. In 1909 werd hij bestuurslid en een jaar later voorzitter. Een functie die hij tot grote tevredenheid van de leden vervulde en daarom vond vanaf 1920 de verkiezing van de voorzitter plaats zonder vaststelling van een periode. Toen hij in 1937 vanwege een beroerte de functie van voorzitter neerlegde, werd hij benoemd tot erevoorzitter.

### Zorg voor het Achterlijke Kind
Een groot punt van zorg voor de onderwijzers en artsen bleef de gezondheid van de leerlingen en daarmee het voorkomen van besmettelijke ziekten. Een ander aandachtspunt was de zorg voor de leerlingen die de school verlieten en nog niet zelfstandig in de maatschappij konden functioneren. Het werkveld van de scholen voor buitengewoon onderwijs werd daarom uitgebreid met gezondheidszorg en nazorg. Om dit te faciliteren werd onder leiding van P.H., Schreuder in 1905 de vereniging Zorg voor het Achterlijke Kind opgericht.

### Gezondheidskolonie
Hij werd in 1910 oprichter en vicevoorzitter van de Centrale Vereeniging  voor Gezondheidskolonies voor Zwakzinnigen. Deze kolonie, opgericht omdat de leerlingen met een verstandelijke beperking niet welkom waren in de bestaande kolonies, kende uiteindelijk vier grote koloniehuizen op een bosrijk perceel in Ede. Uiteindelijk zouden ruim 20.000 leerlingen uit het buitengewoon onderwijs hier aansterken. Bestuursleden waren onder meer de rijksinspecteur voor het buitengewoon onderwijs Adriaan van Voorthuijsen, de arts Dirk Herderschêe en de onderwijzer Hermen J. Jacobs.

### Vereeniging voor Spraakleraren
De Vereeniging van Spraakleraren werd in 1911 opgericht door twee schoolhoofden bij het buitengewoon onderwijs, de neven P.H. Schreuder en I. Schreuder, beiden vanaf de oprichting lid en vervolgens bestuurders van de Vereeniging van Onderwijzers en Artsen. Deze vereniging wilde spraakleraren opleiden en het spreekonderwijs op de scholen voor buitengewoon onderwijs verbeteren. In Den Haag behandelde P.H. Schreuder kinderen met spraakgebreken dagelijks na schooltijd. Hij was door het gemeentebestuur aangesteld als spraakleraar, nadat hij in 1903 in Berlijn een cursus voor 'spraakgebrekkige achterlijken' had gevolgd.

### Deskundigheidsbevordering van leerkrachten
De Vereeniging van Onderwijzers en Artsen nam het voortouw om te komen tot een beroepsopleiding voor de leerkrachten in het buitengewoon onderwijs. P.H. Schreuder nam het initiatief en met medewerking van onder andere de rijksinspecteur voor het Buitengewoon Onderwijs, A. van Voorthuijsen en de Amsterdamse hoogleraar pedagogiek Philip Kohnstamm, werd in 1929 een beroepsopleiding gerealiseerd en gesubsidieerd door de minister van Onderwijs, M.A.M. Waszink. In dit bestuur zaten naast de oprichters onder meer de onderwijzer Hermen J. Jacobs, de arts Dirk Herderschêe en de hoogleraren pedagogiek Rommert Casimir en Jan Waterink. 

### Vereeniging voor Logopedie en Phoniatrie
In 1927 ontwierp P.H. Schreuder samen met spraaklerares Branco van Dantzig een plan voor een nieuwe beroepsopleiding: de logopedist. P.H. Schreuder werd voorzitter van de in 1927 opgerichte vereniging en werd eindredacteur van het tijdschrift van de vereniging. Ook richtte de vereniging afdelingen op en stichtte poliklinieken. De huidige logopedieopleidingen vinden  hier hun oorsprong. 

### Uitgeverij
In 1919 werd hij op initiatief van Hermen J. Jacobs medeoprichter van Uitgeversmaatschappij Haga. Deze uitgeverij zou tot 1958 de uitgave van het Tijdschrift voor Buitengewoon Onderwijs verzorgen. Ook werden veel leermaterialen, lesmethodes en studieboeken voor het buitengewoon onderwijs uitgeven. Uitgeverij Haga werd zo dé gespecialiseerde uitgeverij voor het buitengewoon onderwijs. 

## Publicaties
Tot 1937 was hij eindredacteur van het in 1909 opgerichte beroepstijdschrift van de Vereeniging van Onderwijzers en Artsen. Zijn inhoudelijke bijdragen hadden vooral betrekking op de realisering en uitwerking van het wettelijk kader voor het buitengewoon onderwijs. Daarnaast publiceerde hij bijvoorbeeld over de vereiste deskundigheid van leerkrachten bij het buitengewoon onderwijs, de noodzaak van spreekonderwijs, en het belang van de specifieke gezondheidskolonie voor leerlingen met een verstandelijke beperking. Van zijn hand verschenen meer dan 150 publicaties .  Enkele voorbeelden:

### Wettelijk kader
- 1909 Toelichting op de regelen, in acht te nemen bij het toekennen van Rijkssubsidie ten behoeve van gemeentelijke en bijzondere scholen voor zwakzinnigen.
- 1911 Het rapport van de Staatscommissie voor de Reorganisatie van het Onderwijs en het onderwijs aan zwakzinnigen.
- 1923 Bespreking B.L.O. in de Eerste Kamer der St. Generaal.
- 1930 Kon. Besluit van 20 november 1930.

### Rechtspositie leerkrachten
- 1910 Onze pensioenen.
- 1012 Adres inzake het opnemen der leerkrachten, verbonden aan de zwakzinnigen-scholen, in het Rijkspensioenfonds en Weduwen- en Weezenfonds voor Burgerlijke Ambtenaren.
- 1920 Onze salarissen.
- 1924 Pensioenkorting.

### Anders
- 1910 Samenwerking tusschen huis en school aan scholen voor achterlijken.
- 1925 Lees- en taalonderwijs
- 1928 Voortgezette vakstudie
- 1935 Het testen van leerlingen